# Faktor pomsty
Faktor pomsty (v anglickém originále The Vengeance Factor) je v pořadí devátá epizoda třetí sezóny seriálu Star Trek: Nová generace.

## Příběh
Poté, co USS Enterprise D nalezne na zničené základně Federace stopy krve Acamarianů, se vydá na planetu Acamar III. Tam se dozvědí o skupině kočovných pirátů známých jako Sběrači. Jsou to potomci těch, kteří se oddělili od acamarianské společnosti před jedním stoletím v době nekontrolovatelných klanových válek.
Vládkyně Acamarianů Marouk se zpočátku snaží přesvědčit posádku Enterprise ke spolupráci při vojenském útoku na Sběrače, ale kapitán Picard to odmítá. Souhlasí s tím, že se pokusí vyjednat ukončení dobrovolného exilu Sběračů a nabídne jim návrat domů. Marouk se nalodí na Enterprise společně se svojí osobní služkou, krásnou a okouzlující ženou jménem Yuta, se Enterprise se vydá hledat Sběrače. Když se podaří navázat kontakt s první skupinou, jsou zpočátku nepřátelští a skeptičtí, ale nakonec si návrhy Marouk vyslechnou. Po diskusi vůdce skupiny Brull souhlasí, že postoupí návrh Chorganovi, vůdci všech Sběračů.
Během jednání mezi Marouk a Brullem Yuta jde za jedním starým Sběračem a dotkne se jeho tváře. Ten okamžitě dostává silný infarkt. Během jeho posledního dechu mu pak řekne, že přestože je poslední ze svého rodu, její klan Tralesta přežije jeho (který se nazývá Lornack). Nikdo další si tohoto činu není vědom. Když je mrtvý muž nalezen, všichni se domnívají, že zemřel přirozenou smrtí.
Na Enterprise Rikera cosi silně přitahuje k Yutě. Ona se snaží jeho city opětovat, ale zjišťuje, že jí dělá potíž se s ním více sblížit.
Na ošetřovně doktorka Crusherová vyšetřuje tělo mrtvého Sběrače a zjistí, že jeho infarkt způsobil rychle účinkující virus, který účinkuje pouze na Acamariany s velmi specifickou DNA. Ostatní Acamariané s rozdílnými profily DNA mohou s tímto virem přijít do kontaktu nebo dokonce být jeho přenašeči, aniž by se to na nich nějak projevilo. Takový organismus se nemohl vyvinout přirozenou cestou. Doktorka trvá na tom, že musel být geneticky modifikován, což znamená, že onen muž byl zavražděn.
Když se Enterprise setká s lodí Chorgana, vůdce Sběračů, z planety Acamarianů dorazí vyžádané informace z jejich databáze. Dat tyto materiály prostuduje a nalezne záznam o podobné záhadné smrti – jiný Sběrač jménem Penthar Mul z klanu Lornack zemřel na infarkt před 53 lety. Na jeho fotografii je na pozadí nalezena mladá žena, která se jeví identická k Yutě.
Riker se transportuje na loď Sběračů a přeruší právě probíhající jednání v momentě, kdy se Yuta chystá nalít Chorganovi, který je poslední z klanu Lornack, brandy. Přestože se masakr jejího klanu odehrál před 80 lety, ona od té doby nezestárla ani o den, protože byla geneticky modifikována, aby mohla vyhledat zbývající Lornacky a všechny je zabít jednoho po druhém s pomocí viru, který přenáší.
Riker se snaží apelovat na Yutinu přívětivou povahu a prosí jí, aby opustila svou cestu pomsty, ale té se nedaří setřást ze sebe téměř jedno století trvající odhodlání. Dokonce ani přímým zásahem z phaseru se jí nepodaří zastavit, takže je nutné ji zabít maximální silou zbraně, při které se vypaří, aby nemohla zabít svým dotykem Chorgana. Mírové rozhovory jsou zachráněny a Chorgan dává Rikerovi své nejhlubší poděkování za záchranu života, ale ten je příliš otřesen z toho, co právě musel udělat, než aby na Chorganovu vděčnost mohl zareagovat.